# Holy Trinity Priory (Dublin)

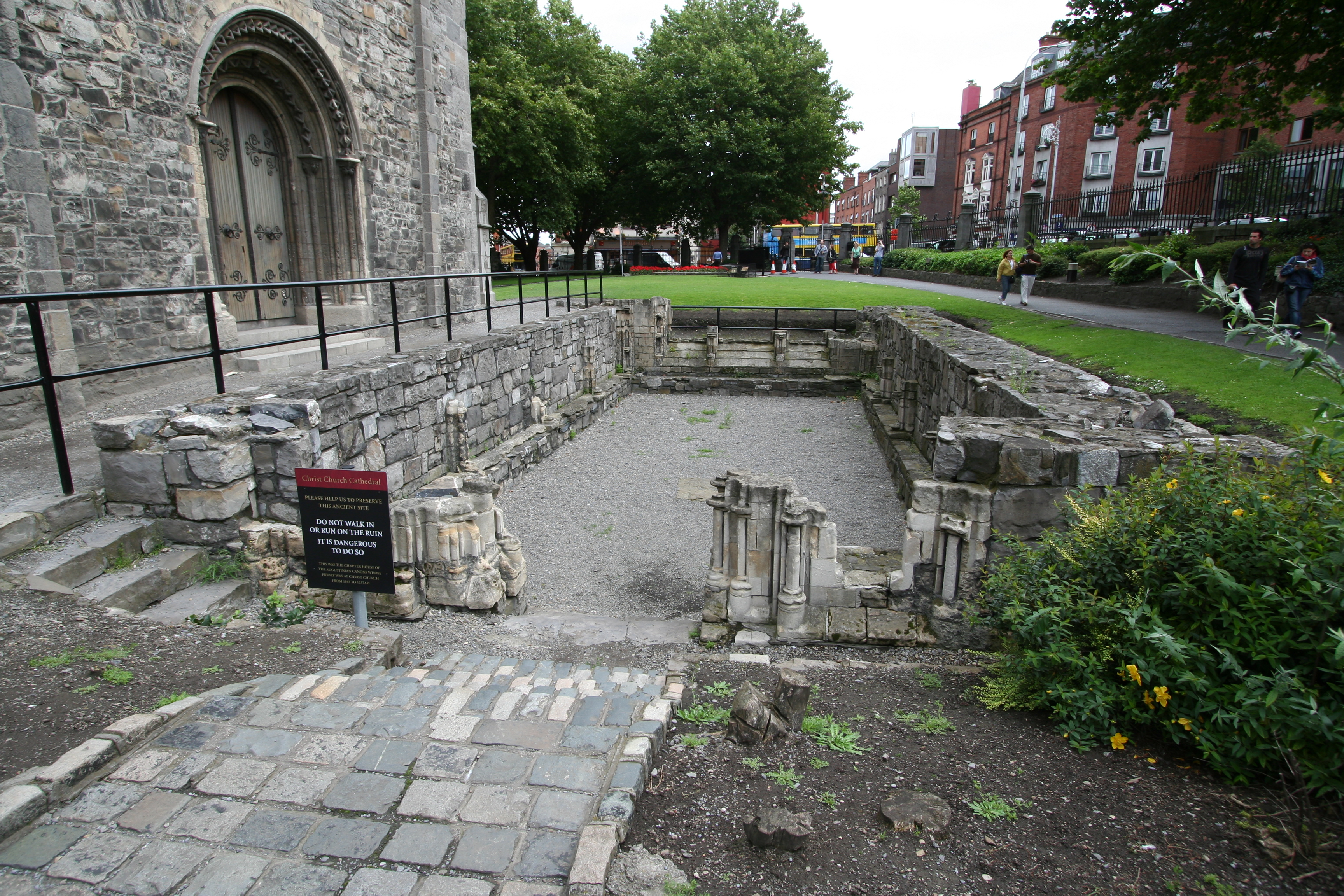
Die Ruine des Kapitelhauses der Holy Trinity Priory

Die Holy Trinity Priory (irisch Prióireacht na Tríonóide Naofa) war das Priorat der Regularkanoniker an der Christ Church Cathedral zu Dublin (Irland).

## Geschichte
Bald nach seiner Ernennung zum Erzbischof von Dublin hat der Heilige Laurence O’Toole die an der Christ Church Cathedral wirkenden Säkularkanoniker 1163 in ein Regularkanonikerstift umgewandelt, das nach der Augustinusregel leben sollte. Die Dubliner Annalen von St. Mary berichten, dass Laurence zwei Kanoniker nach Rom zur Kurie entsandte, um für die Neugründung eine Bestätigung zu erhalten, die dort schließlich gewährt wurde. Er selber trug fortan auch die Gewänder eines Regularkanonikers.
Die Kanoniker waren zunächst großteils irischer Abstammung, ab dem 13. Jahrhundert stammte jedoch die Mehrheit der Mitglieder des Kapitels aus England. Ab 1380 war eine Neuaufnahme von Iren verboten. Im 14. Jahrhundert war das Priorat zeitweise die reichste monastische Einrichtung in Irland. Im Zuge der Auflösung der irischen Klöster wurde der Konvent 1541 säkularisiert und in ein Kapitel von Säkularkanonikern mit einem Dekan und neun Kanonikern überführt. Damit endete die augustinische Holy Trinity Priory. 
Heute zeugt vom ehemaligen Priorat nur noch die Ruine des Kapitelhauses unmittelbar neben der Christ Church Cathedral in Dublin.